# Phaeogenes spiniger
Phaeogenes spiniger är en stekelart som först beskrevs av Johann Ludwig Christian Gravenhorst 1829.  Phaeogenes spiniger ingår i släktet Phaeogenes och familjen brokparasitsteklar. Arten är reproducerande i Sverige. Inga underarter finns listade i Catalogue of Life.